# Баламутово (Ивановская область)
Баламутово — деревня в Шуйском районе Ивановской области. Входит в состав Остаповского сельского поселения.

## География
Находится в южной части Ивановской области на расстоянии приблизительно 3 км на юго-восток по прямой от районного центра города Шуя.

## История
В 1859 году здесь (тогда деревня в составе Шуйского уезда Владимирской губернии) было учтено 13 дворов.

## Население
Постоянное население составляло 83 человека (1859 год), 0 в 2002 году, 2 в 2010.